# Савкино (Новосибирская область)
Савкино — село в Баганском районе Новосибирской области. Административный центр Савкинского сельсовета.

## География
Площадь села — 108 гектар

## Население
| 1976 | 1995 | 2002 | 2007 | 2010 |
| ---- | ---- | ---- | ---- | ---- |
| 1096 | ↘976 | ↘959 | ↘951 | ↘919 |

## История
Основано в 1911 году, первоначально было разъездом и именовалось Савушкино (название от фамилии первого жителя). В списке населённых мест Томской губернии на 1911 год указан как назначенный к заселению переселенческий участок Савкинский, входивший в Чёрно-Курьинскую волость Барнаульского уезда (тогда ещё без жителей). В 1928 г. упоминается как посёлок Савкин, состоявший из 4 хозяйств и населённый в основном русскими. Тогда в составе Воронежского сельсовета Черно-Курьинского района Славгородского округа Сибирского края. С 1932 года в селе начала работать школа. После разукрупнения совхоза №41 (1932) образован совхоз «Культура» (по большей части работа в мясном и молочном направлениях), центром которого село являлось с 1936 года, после включения в совхоз местной фермы.

## Инфраструктура
В селе по данным на 2006 год функционируют 1 учреждение здравоохранения, 1 образовательное учреждение.